# Vřesovice (ort i Tjeckien, Olomouc)
Vřesovice är en ort i Tjeckien.   Den ligger i regionen Olomouc, i den östra delen av landet, 210 km öster om huvudstaden Prag. Vřesovice ligger 222 meter över havet och antalet invånare är 442.
Terrängen runt Vřesovice är huvudsakligen platt, men åt sydväst är den kuperad.Runt Vřesovice är det ganska tätbefolkat, med 116 invånare per kvadratkilometer. Närmaste större samhälle är Prostějov, 8,0 km norr om Vřesovice. Trakten runt Vřesovice består till största delen av jordbruksmark.